# روبرت بلوم (بحار)
روبرت بلوم (بالإنجليزية: Robert Blume)‏ هو بحار أمريكي، ولد في 19 نوفمبر 1868 في بيتسبرغ في الولايات المتحدة، وتوفي في 16 سبتمبر 1937 في واشنطن العاصمة في الولايات المتحدة.